# Jakub Nečas
Jakub Nečas (Praga, 26 gennaio 1995) è un calciatore ceco, attaccante dello Zbrojovka Brno.

## Caratteristiche tecniche
Seconda punta, può giocare anche come ala.

## Carriera

### Club
Comincia a giocare nelle giovanili dello Sparta Praga. Nel 2014 viene prestato al Pardubice. Nell'estate 2015 viene ceduto in prestito al Vlašim. Rientrato dal prestito, il 9 gennaio 2017 viene ceduto con la stessa formula al Mladá Boleslav.

### Nazionale
Ha debuttato con la Nazionale Under-19 il 16 aprile 2014, in Russia-Repubblica Ceca (1-1). Ha collezionato in totale, con la maglia della Nazionale Under-19, tre presenze. Ha debuttato con la Nazionale Under-20 il 4 settembre 2014, in Paesi Bassi-Repubblica Ceca (0-1). Ha collezionato in totale, con la maglia della Nazionale Under-20, una presenza. Ha debuttato con la Nazionale Under-21 il 24 marzo 2017, nell'amichevole Repubblica Ceca-Slovacchia (4-1). Viene inserito nella lista dei convocati per l'Europeo Under-21 2017.